# エイエイエスケータリング
株式会社エイエイエスケータリング（英: AAS CATERING CO.,LTD.）は、関西国際空港において機内食の製造を行うケータリング企業である。

## 概要
グルメ杵屋の連結子会社である。略称はAASC。本社は大阪府泉南市泉州空港南1番地。
朝日新聞社系の朝日ビルディングの子会社である朝日エアポートサービス（AAS）と日本航空の合弁企業として1986年（昭和61年）に設立され、関西国際空港開港と同時に営業を開始したが、2003年（平成15年）から2006年（平成18年）にかけてAAS保有株式のすべてと日本航空保有株式の大部分がグルメ杵屋に売却された。
従って「AAS」と社名が付いているものの、AASとの資本関係はない。その後も日本航空インターナショナル（当時）は2008年（平成20年）4月時点で8.6%の株式を継続保有していたが、2010年の経営破綻を受けて、これについても全て売却しており、また取引もなくなっている。
グルメ杵屋への売却以前のロゴは、当時のJALグループに合わせたもの（AASCの始めのAが大きい）で、社名とは裏腹にJAL色が強い会社だった。
関西国際空港での機内食のシェアは、かつて約7割を占めていたが、現在は約5割程度に落ち込んでいる。